# Robby Krieger
Robby Krieger  (født 8. januar 1946)  var en del af den amerikanske rockgruppe The Doors (1967-1971), sammen med rockikonet Jim Morrison, keyboardspilleren Ray Manzarek og trommeslageren John Densmore.  På trods af Robby Kriegers ikke så frembrusende personlighed, huskes han stadig  for sit originale guitarspil, som i f.eks. sange som: "Light My Fire", "People Are Strange", "Peace Frog", "Soul Kitchen" og "Back Door Man". Han er opført som nummer 91 på magasinet Rolling Stones liste over verdens 100 største guitarister gennem tiderne. 
Den originale rockgruppe The Doors stoppede i år 1971, da Jim Morrison døde. Efterfølgende prøvede de resterende 3 bandmedlemmer at opretholde bandets succes, men det var uden held. Efter albummet det sidste album med Jim Morrison "L.A. Woman" i år 1971, lavede Robby Krieger, Ray Manzarek og John Densmore albummet "Other Voices" fra samme år. Albummet besidder muligvis to sange, der er blevet anerkendt, som henholdvist er: "I'm Horny, I'm Stoned" og "In The Eye Of The Sun" - dog slet ikke med samme succes som de 6 tidligere albums. Tremandsgruppen prøvede igen i 1972 med "Full Circle", men endnu engang ikke med nogen succes.

## Eksterne kilder og henvisninger
- Offisiel web-side
- The Doors